# Rhinocricidae
Famille
Synonymes
- Oxypyginae Schubart, 1951[1]

Les Rhinocricidae sont une famille de mille-pattes diplopodes.

## Liste des genres
Selon BioLib (13 novembre 2019) :
- genre Acladocricus Brölemann, 1913
- genre Adelobolus Verhoeff, 1924
- genre Alcimobolus Loomis, 1936
- genre Anadenobolus Silvestri, 1897
- genre Andocricus Chamberlin, 1955
- genre Argentocricus Verhoeff, 1941
- genre Auracricus Peréz-Asso, 1998
- genre Australocricus Jeekel, 2001
- genre Cladiscocricus Brolemann, 1913
- genre Cubobolus Chamberlin, 1918
- genre Cubocricus Chamberlin, 1922
- genre Desmocricus Carl, 1918
- genre Dibothrocricus Hoffman, 1998
- genre Dinematocricus Brolemann, 1913
- genre Erythrocricus Schubart, 1962
- genre Eurhinocricus Brölemann, 1903
- genre Fomentocricus Peréz-Asso, 1998
- genre Haitobolus Mauriès & Hoffman, 1998
- genre Jobocricus Peréz-Asso, 1998
- genre Leiocricus Loomis, 1936
- genre Lissocricus Chamberlin, 1953
- genre Metacricus Chamberlin, 1953
- genre Neocricus Chamberlin, 1941
- genre Nesobolus Chamberlin, 1918
- genre Opheocricus Verhoeff, 1938
- genre Orthocricus Velez, 1963
- genre Oxypyge Silvestri, 1896
- genre Oxypygides Chamberlin, 1922
- genre Pentocricus Schubart, 1951
- genre Perucricus Kraus, 1954
- genre Poecilocricus Schubart, 1962
- genre Polyconoceras Attems, 1914
- genre Proporobolus Silvestri, 1897
- genre Rhinocricus Karsch, 1881
- genre Rhytidocricus Hoffman & Keeton, 1960
- genre Salpidobolus Silvestri, 1897
- genre Thyroproctus Pocock, 1894
- genre Yucatobolus Chamberlin, 1938
- genre Zipyge Chamberlin, 1925